# Самърс (окръг, Западна Вирджиния)
Окръг Самърс (на английски: Summers County) е окръг в щата Западна Вирджиния, Съединени американски щати. Площта му е 953 km², а населението – 13 737 души (2012). Административен център е град Хинтън.